# UmweltPartnerschaft Hamburg
Die UmweltPartnerschaft Hamburg (UPHH) wurde im Jahr 2003 als Bündnis für freiwilligen betrieblichen Umwelt- und Klimaschutz in Hamburger Unternehmen gegründet und umfasst heute mehr als 1000 Unternehmen. Träger sind der Hamburger Senat (vertreten durch die Behörde für Umwelt und Energie) und die Hamburger Wirtschaft (vertreten durch die Handelskammer Hamburg, die Handwerkskammer Hamburg, den IVH – Industrieverband Hamburg e.V. sowie den Unternehmensverband Hafen Hamburg e.V.). Ziel der UmweltPartnerschaft Hamburg, die 2012 zum zweiten Mal (für die Periode 2013 bis 2018) verlängert wurde ist es, nachhaltiges und ressourceneffizientes Wirtschaften in Hamburger Unternehmen zu fördern. Dafür bietet sie zahlreiche Programme und Dienstleistungen wie das Förderprogramm Unternehmen für Ressourcenschutz der Hamburgischen Investitions- und Förderbank (IFB Hamburg) rund um die Themen Ressourceneffizienz und systematischen Umweltschutz. Auch in anderen Bundesländern gibt es Umwelt- und Nachhaltigkeitspartnerschaften, beispielsweise den Umweltpakt Bayern.